# غرانت واتس
غرانت واتس (بالإنجليزية: Grant Watts)‏ هو لاعب كرة قدم بريطاني في مركز الهجوم، ولد في 5 نوفمبر 1973 في كرويدون في المملكة المتحدة. لعب مع كريستال بالاس وكولتشستر يونايتد ونادي بروملي ونادي غيلينغهام.

## وصلات خارجية
- غرانت واتس على موقع قاعدة بيانات كرة القدم.إي يو (الإنجليزية)
- غرانت واتس على موقع Soccerbase.com (لاعب) (الإنجليزية)
- غرانت واتس على موقع عالم كرة القدم.نت (الإنجليزية)